# Valojoulx
Valojoulx é uma comuna francesa na região administrativa da Nova Aquitânia, no departamento Dordonha. Estende-se por uma área de 11,59 km². Em 2010 a comuna tinha 281 habitantes (densidade: 24,2 hab./km²).